# جيرزي وجسيك (مبارز بالسيف)
جيرزي وجسيك (بالبولندية: Jerzy Wójcik)‏ هو مبارز بالسيف بولندي، ولد في 16 سبتمبر 1916 في Radlin, Silesian Voivodeship ‏ في بولندا، وتوفي في 1 يوليو 2004 في وارسو في بولندا.

## وصلات خارجية
- جيرزي وجسيك على موقع أوليمبيديا (الإنجليزية)